# آلن فورنیه

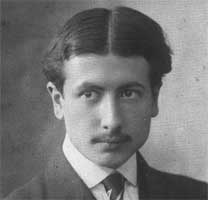
آلن فورنیه در ۱۹۱۳

آلن فوریه (به فرانسوی: Alain-Fournier) نام مستعار آنری آلبان فورنیه (۳ اکتبر ۱۸۸۶ در شاپل دانژیون فرانسه تا ۲۲ سپتامبر ۱۹۱۴) سرباز و نویسنده معروف فرانسوی است. آلن فوریه در مجموعه قطوری که از مکاتباتش به چاپ رسیده از تأثیری سخن می‌گوید که جنبش سمبلیسم، موریس مترلینک و به‌ویژه آرتور رمبو بر او گذارده‌اند. در کنار مکاتبات و اشعارش، مولن بزرگ تنها اثر داستانی آلن فورنیه است که در سال ۱۹۱۳ منتشر شد و برای نویسنده آن شهرتی جهانی به همراه آورد. آلن فوریه در ۱۹۱۴ در حالیکه کار بر روی دومین رمانش را شروع کرده بود در جبهه جنگ کشته شد.